# Bánh cốm
Bánh cốm là loại bánh có vỏ làm từ cốm, có nhân làm từ đậu xanh, dừa nạo và mứt bí hoặc mứt sen trần, thường dùng cho lễ ăn hỏi.

## Giới thiệu
| “                                      | Bánh cốm hàng Than... Một thứ bánh ngon mà cũng không đắt, một thứ bánh gợi cho ta những kỷ niệm rất nhiều màu. Bánh cốm chính là thứ bánh cưới, trao đi đổi lại trong những mùa thu, để chứng nhận cho cái sung sướng của cặp vợ chồng mới, và cái vui mừng của họ hàng. Vuông vắn như quyển sách vàng, bọc lá chuối xanh buộc lạt đỏ; cái dây lạt đỏ như sợi dây tơ hồng buộc chặt lấy những cái ái ân. Nhân đậu xanh giã nhuyễn, vương mấy sợi dừa, và đường thì ngọt đậm. Có lẽ chúng ta có quyền phàn nàn rằng cái thứ bánh ấy và nhiều thức bánh khác của ta nữa, phần nhiều ngọt quá, ăn hay chóng chán. Nhưng bánh mừng đám cưới lại nhạt ư? Cho nên họ làm ngọt, hết sức ngọt, để tận tình dung cái đằm thắm của cặp vợ chồng (cũng vì thế mà tình yêu chóng chán) | ” |
| — Thạch Lam, Hà Nội băm sáu phố phường | |   |